# Volta a Andalusia 2011
La Volta a Andalusia 2011, 57a edició de la Volta a Andalusia, és una competició ciclista per etapes que es disputà entre el 20 i el 24 de febrer de 2011. El vencedor fou l'espanyol Markel Irizar, de l'equip Team RadioShack, per davant del belga Jurgen van den Broeck i l'estatunidenc Levi Leipheimer.
El recorregut compta amb un pròleg inicial pels carrers de Benahavís i quatre etapes en línia, les dues primeres de mitja muntanya i les dues darreres totalment planes.

## Equips participants
En aquesta edició hi prendran part 17 equips: els dos espanyols de categoria UCI ProTour (Movistar Team i Euskaltel-Euskadi); els 3 de categoria Professional Continental (Andalucía Caja Granada, Geox-TMC i Caja Rural); i 1 de categoria Continental (Orbea Continental). Nou equips estrangers completaran els participants: els ProTour Team Leopard-Trek, Team RadioShack, Team Katusha, Team Sky, Rabobank, Omega Pharma-Lotto i Vacansoleil-DCM; els Professionales Continentals del Team NetApp, Skil-Shimano i Saur-Sojasun; i el Continental grec del KTM-Murcia.

## Etapes
| Etapa | Data         | Recorregut                   | Km       | Guanyador              | Líder            |
| ----- | ------------ | ---------------------------- | -------- | ---------------------- | ---------------- |
| Pr.   | 20 de febrer | Benahavís - Benahavís        | 6,8 km   | Jimmy Engoulvent       | Jimmy Engoulvent |
| 1a    | 21 de febrer | Almuñécar - Adra             | 161,8 km | Jonathan Hivert        | Markel Irizar    |
| 2a    | 22 de febrer | Villa de Otura - Jaén        | 175,3 km | Francisco José Ventoso | Markel Irizar    |
| 3a    | 23 de febrer | La Guardia de Jaén - Còrdova | 174,0 km | Óscar Freire           | Markel Irizar    |
| 4a    | 24 de febrer | Còrdova - Antequera          | 162,7 km | Óscar Freire           | Markel Irizar    |

## Classificacions finals

### Classificació general
|    | Ciclista              | Equip              | Temps       |
| -- | --------------------- | ------------------ | ----------- |
| 1  | Markel Irizar         | Team RadioShack    | 16h 27' 21" |
| 2  | Jurgen van den Broeck | Omega Pharma-Lotto | + 01"       |
| 3  | Levi Leipheimer       | Team RadioShack    | + 02"       |
| 4  | Jérôme Coppel         | Saur-Sojasun       | + 03"       |
| 5  | Luis Pasamontes       | Movistar Team      | + 08"       |
| 6  | Thomas Lövkvist       | Team Sky           | m. t.       |
| 7  | Rigoberto Urán        | Geox-TMC           | + 09"       |
| 8  | Haimar Zubeldia       | Team RadioShack    | + 12"       |
| 9  | Samuel Sánchez        | Euskaltel–Euskadi  | + 16"       |
| 10 | Ivan Rovni            | Team RadioShack    | + 18"       |

|   | Ciclista             | Equip       | Punts |
| - | -------------------- | ----------- | ----- |
| 1 | Javier Ramírez Abeja | Vacansoleil | 28    |
| 2 | Fabio Duarte         | Geox-TMC    | 19    |
| 3 | David de la Cruz     | Caja Rural  | 12    |

|   | Ciclista               | Equip            | Punts |
| - | ---------------------- | ---------------- | ----- |
| 1 | Óscar Freire           | Rabobank ProTeam | 66    |
| 2 | Jimmy Engoulvent       | Saur-Sojasun     | 49    |
| 3 | Francisco José Ventoso | Movistar Team    | 45    |

|   | Ciclista            | Equip              | Temps |
| - | ------------------- | ------------------ | ----- |
| 1 | Jan Bakelants       | Omega Pharma-Lotto | 6     |
| 2 | Javier Moreno Bazán | Caja Rural         | 5     |
| 3 | Fabio Duarte        | Geox-TMC           | 3     |

|   | Equip           | País         | Temps       |
| - | --------------- | ------------ | ----------- |
| 1 | Team Radioshack | Estats Units | 49h 22' 15" |
| 2 | Team Sky        | Regne Unit   | + 18"       |
| 3 | Movistar Team   | Espanya      | + 24"       |